# Weißer See

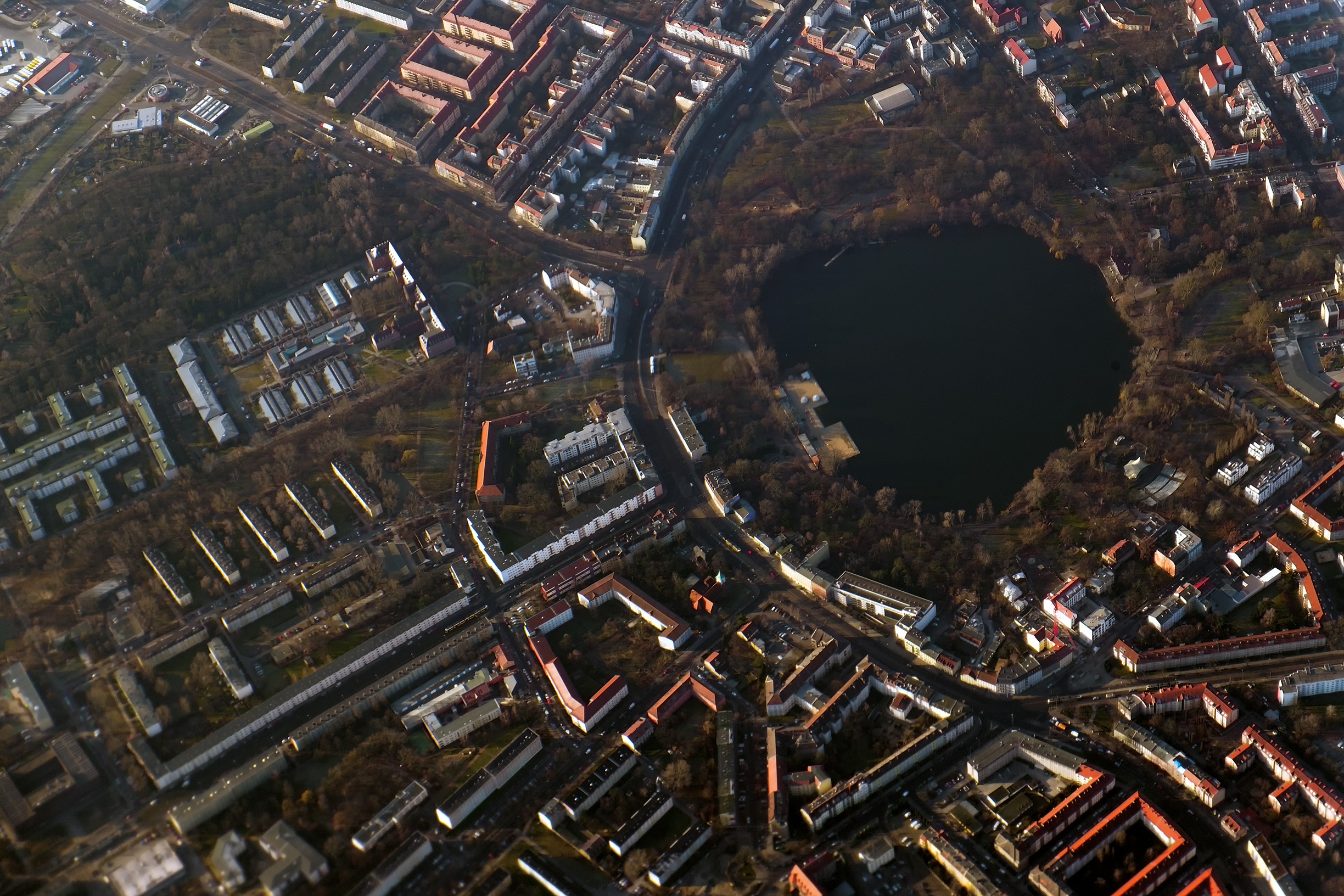

Il Weißer See (lett. Lago bianco) è il lago berlinese più profondo, situato all'interno di un grande parco (Park am Weißen See) nel distretto (Bezirk) di Weißensee, contiguo al Pankow (nord-est di Berlino), attorno al quale si sviluppa una zona residenziale che ospita tra l'altro il più grande cimitero ebraico della Germania.
La superficie del lago è di 84.000 m² e il volume 360.606 m³, per una profondità media di 4,34 m. Le sue dimensioni sono di circa 300 m in direzione est-ovest e 350 in direzione nord-sud.
Il lago e il paesaggio circostante si sono formati nella cosiddetta era di Weichsel, ossia l'ultimo periodo della glaciazione, iniziato circa 115.000 anni fa. Il bacino giace sul suolo morenico di Niederbarnimer. Durante lo scioglimento del ghiaccio, un blocco imponente restò integro. In seguito, dopo il disgelo, creò quel che è conosciuto col termine scientifico inglese di kettle hole. Questa fu l'origine dell'odierno Weißer See.
Diversi stanziamenti si sono avvicendati nei secoli attorno al lago, principalmente basati sull'agricoltura; il più antico datato a partire dal tredicesimo secolo. Nel corso degli ultimi centocinquanta anni, l'equilibrio idrogeologico del bacino e l'ambiente limitrofo sono stati sempre maggiormente sconvolti.
Quale sopravvivenza dell'eredità culturale del Castello di Weißensee esiste ancora lo Strandbad Weißensee, uno stabilimento balneare che ha inaugurato la sua attività nel 1912. In aggiunta al suo ruolo di area di ristoro e balneazione, il Weißer See funziona come bacino di raccolta delle acque che la rete idrica del distretto di Weißensee non è in grado di ricevere, in caso di nubifragi.
Al centro del lago sorge una fontana di considerevole altezza che ogni anno viene azionata dal personale del Diving Club.
Sulle rive del Weißer See si trova una stazione per l'affitto delle barche, una pista ciclabile, la Radrennbahn Weißensee (nella parte nord del parco), e lo storico locale Milchhäuschen (la Casetta del Latte), un café molto popolare ai tempi della DDR.